# Sandwichverbinding

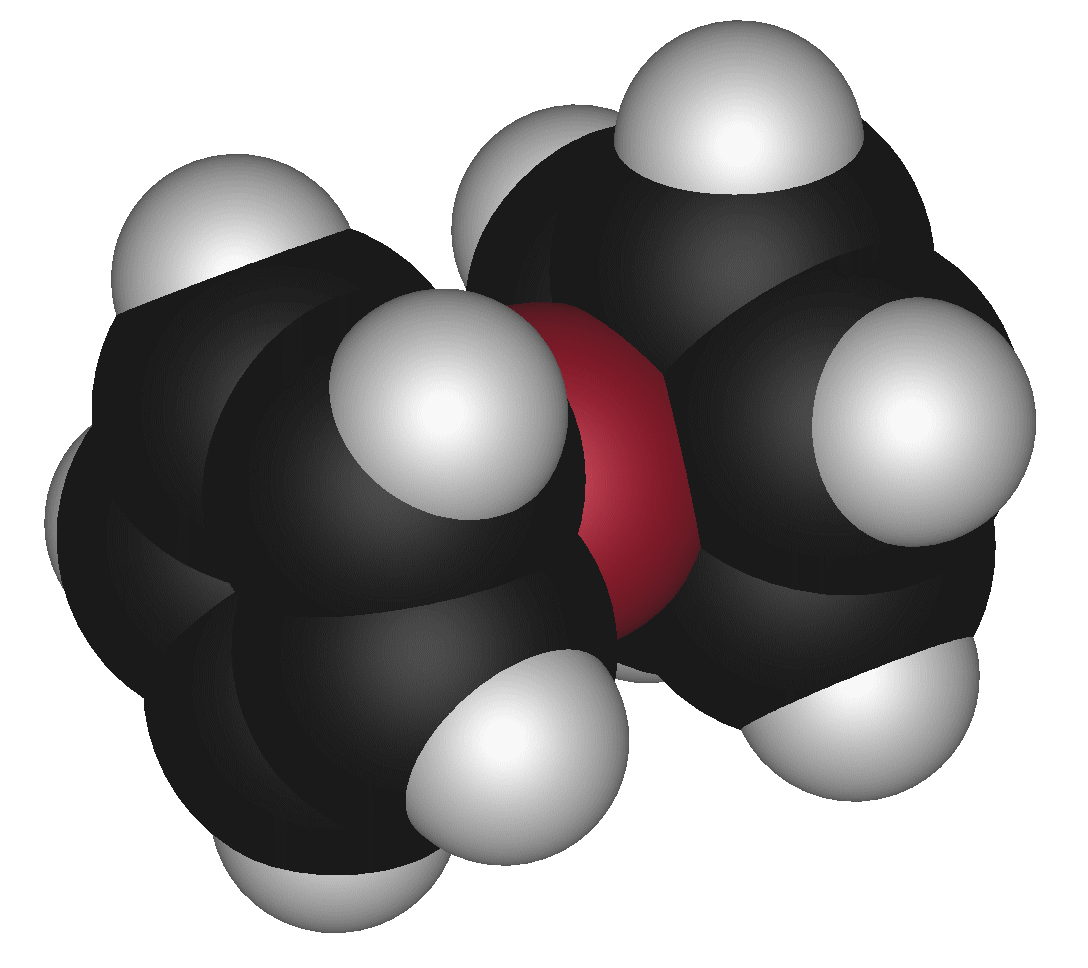
Molecuulmodel van ferroceen, een voorbeeld van een sandwichverbinding.

Een sandwichverbinding is in de organometaalchemie elke chemische verbinding waarin een metaal-atoom tussen twee arenen in zit. Ten opzichte van de klassieke bindingstheorie is het speciale aan deze verbindingen dat het metaalatoom niet aan één specifiek koolstofatoom gebonden is, maar bindingen vormt via de overlap van aromatische moleculaire orbitalen met vrije d-orbitalen van het centraal metaalion.
De term sandwichverbinding is in de organische nomenclatuur geïntroduceerd halverwege de jaren '50 van de 20e eeuw. J.D. Dunitz, L.E. Orgel en R.A. Rich waren toen in staat de structuur van ferroceen met behulp van röntgendiffractie te bepalen. Robert Burns Woodward had enige jaren daarvoor al voorgesteld dat het ijzeratoom tussen de twee cyclopentadiënylringen zou kunnen zitten. De structuur loste ook het probleem op rond de mogelijke conformaties. De bepaling van de structuur van ferroceen had zowel op ontwikkeling van de röntgendiffractie als op de ontwikkeling van de organometaalchemie een verstrekkende positieve invloed. In 1973 kregen twee pioniers op het gebied van de sandwichverbindingen, Ernst Otto Fischer en Geoffrey Wilkinson, de Nobelprijs voor de Scheikunde.

## Soorten sandwichverbindingen
Er bestaan tal van soorten sandwichverbindingen:
- De meest bekende leden van de sandwichverbindingen zijn de metallocenen met de algemene formule M(C5H5)2, met M = Cr, Fe, Co, Ni, Zr, Ti, V, Mo, W of Zn kan zijn. Deze complexen worden ook aangeduid als bis(cyclopentadienyl)-metaalcomplexen.
- Gemengde cyclopentadienylcomplexen: M(C5H5)(CnHn) met als voorbeeld Ti(C5H5)(C7H7)
- Bis(benzeen)complexen: M(C6H6)2 de meest bekende in deze groep is bis(benzeen)chroom.
- Bis(cyclooctatetraenyl)complexen zoals uranoceen. Van deze groep is ook de thoriumverbinding bekend.

Naast de sandwichverbindingen met twee organische liganden, zijn er ook met puur anorganische groepen als ligand, zoals Fe(C5Me5)(P5) en [(P5)2Ti]2−.

## Halve sandwichverbindingen

### Halve sandwichverbinding met één metaalatoom

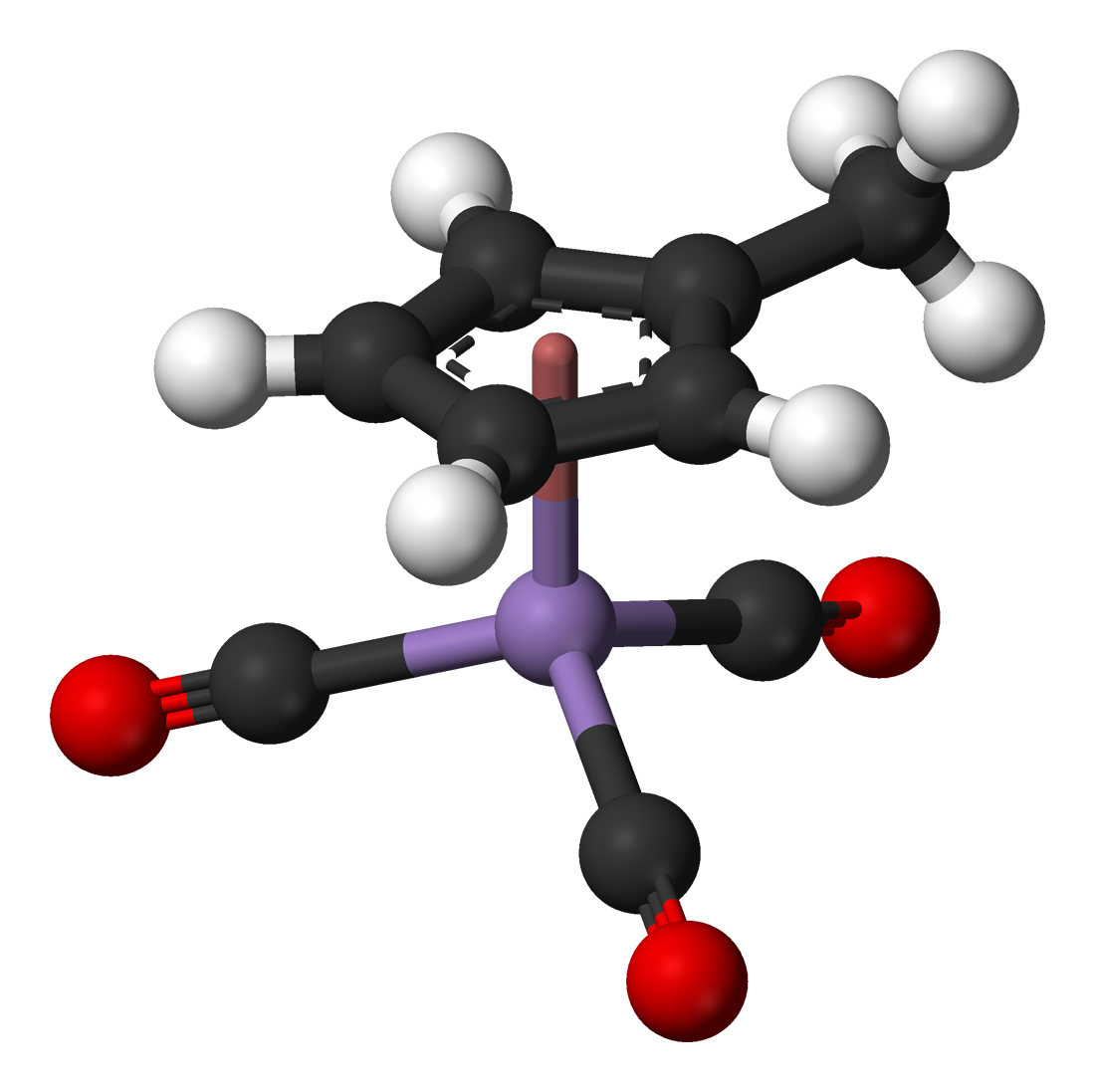
Molecuulmodel van methylcyclopentadienylmangaantricarbonyl, een pianokrukverbinding

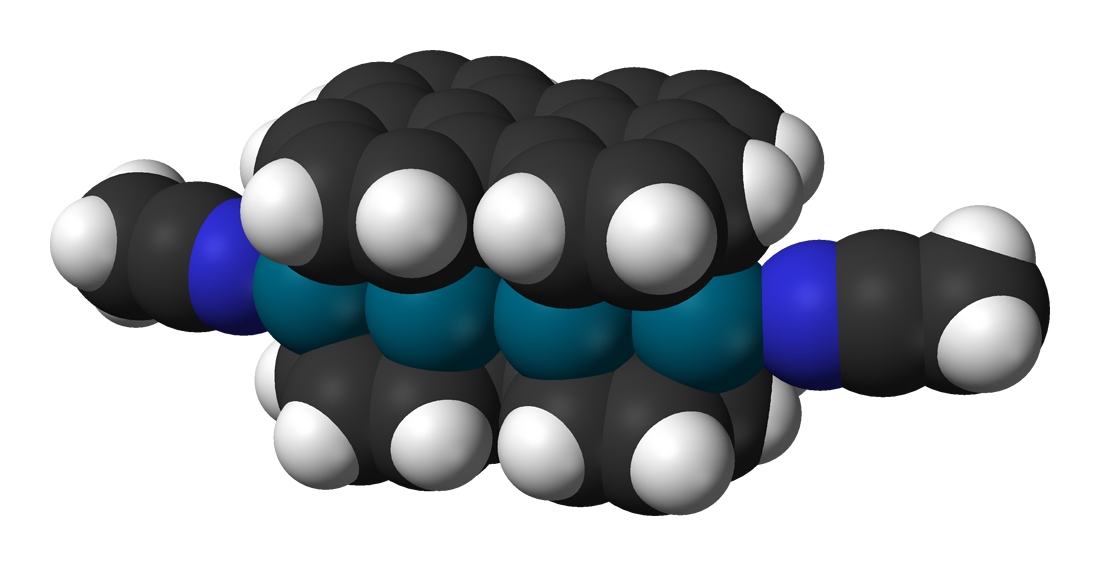
Molecuulmodel van het peryleentetrapalladium-sandwichcomplex.

Binnen de groep van de metallocenen zijn er sandwichtverbindingen met slechts één organische ligand in plaats van twee, die worden aangeduid als halve sandwichverbindingen. Het beroemdste lid van deze familie is waarschijnlijk methylcyclopentadienylmangaantricarbonyl. Dergelijke verbindingen worden ook aangeduid als pianokrukverbindingen. Voorwaarde voor die aanduiding is dat er drie twee- of drie-atomige liganden zijn naast de vlakke koolwaterstof-zitting van de kruk. Als zitting treden benzeen of cyclopentadienyl op, de poten worden vaak gevormd door CO of een allylgroep.

### Halve sandwichverbindingen met twee metaalatomen
Sommige verbindingen, cyclopentadienylijzerdicarbonyldimeer en cyclopentadienylmolybdeentricarbonyldimeer, kunnen als speciaal geval van de halve sandwiches beschouwd worden. Ze beschikken immers over twee metaalatomen.

### Sandwichverbindingen met meerdere metaalatomen
Sommige sandwichverbindingen komen voor met meer dan 2 metaalatomen. Een voorbeeld is de structuur waarbij vier aan elkaar gekoppelde palladiumatomen tussen twee peryleeneenheden in zitten. Het complex is tweewaardig positief geladen; de tegenionen zijn niet-coördinerende grote anionen (meestal tetrafenylboraat).

## Meervoudige sandwichverbindingen
In bepaalde gevallen is het mogelijk om een meervoudige sandwichverbinding te verkrijgen. Het eerste complex van die soort was triscyclopentadienyldinikkel-tetrafluorboraat: [Ni2Cp3](BF4)2. Hierbij worden 2 nikkelatomen gesandwiched tussen 3 cyclopentadieen-eenheden. De structuur is daarna veel toegepast, vooral door Ru(Cp*)+ te koppelen aan reeds bestaande sandwichverbindingen.